# Nikola Altomanović

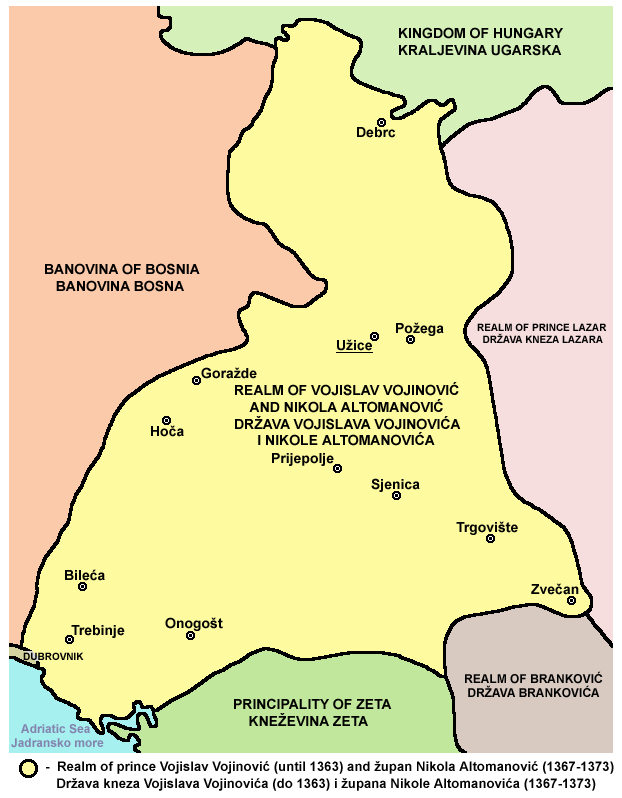
Tărâmul lui Nikola Altomanović

Nikola Altomanović (în sârbă Никола Алтомановић) a fost un mare župan sârb din secolul al XIV-lea, membru al dinastiei Vojinović. El a condus zonele din jurul muntelui Rudnik, cele de lângă râul Polimlje, regiunea Podrinje, estul Herțegovinei cu Trebinje, ajungând până la Konavle și Dračevica, vecină cu Republica Ragusa. El a fost învins și orbit la Užice (fortăreața Užice) în 1373 de o coaliție a vecinilor săi regii sârbi și bosniaci susținuți de regele Ungariei.

## Biografie

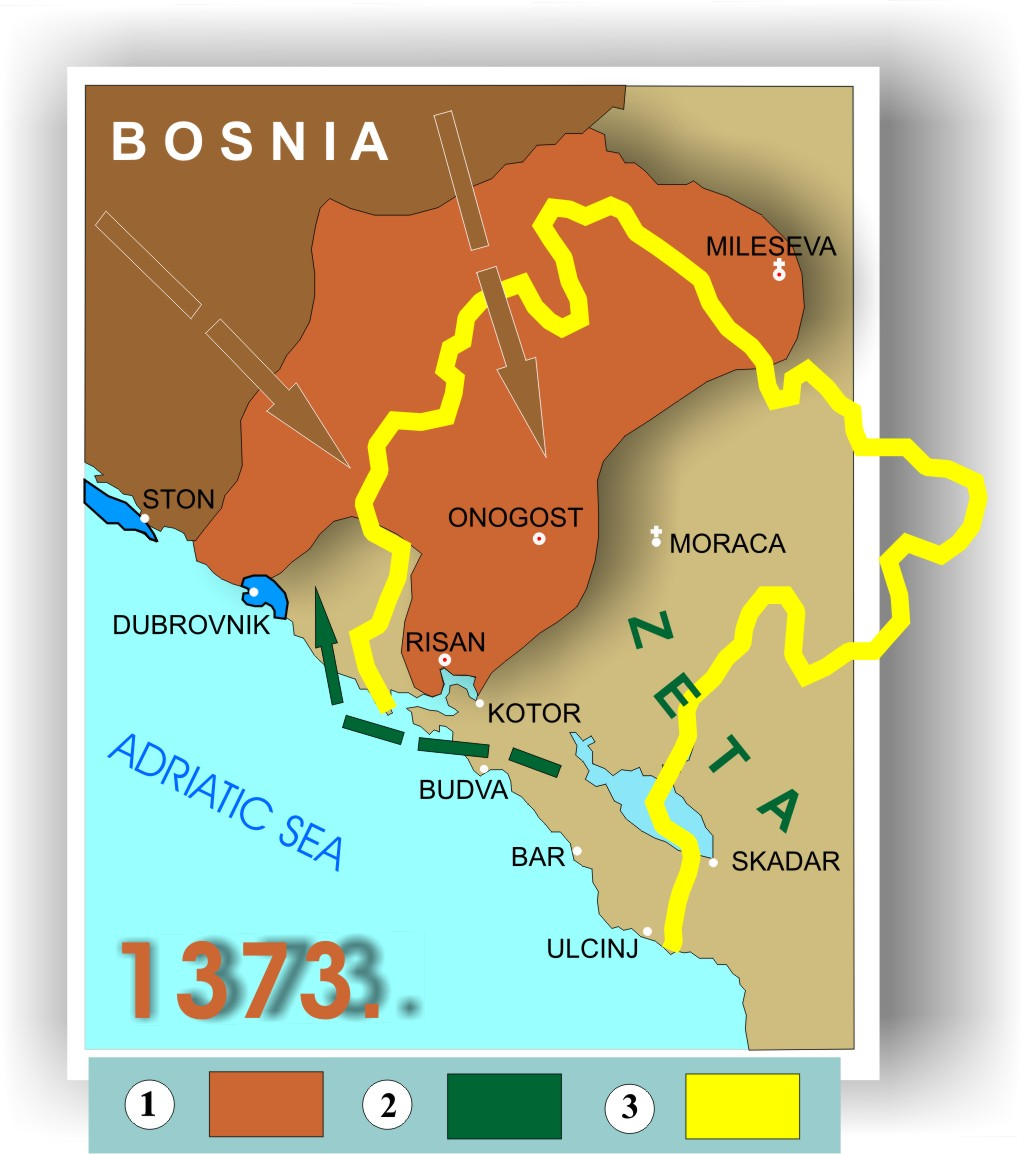
Nicolae Altomanović și-a pierdut teritoriile în conflict cu o coaliție formată din trupele conduse: prințul Lazăr al Serbiei, banul bosniac Tvrtko și regele Ludovic I al Ungariei. 1: Extinderea Bosniei pe baza ținuturilor din posesia lui Nicolae Altomanović, după înfrângerea sa din 1373; 2: preluarea temporară a orașelor Dračevica, Konavli și Trebinje de principatul Zeta (Balsic); 3: Granițele de astăzi ale Muntenegrului.

Tatăl său a fost Altoman Vojinović, un vojvod din Zeta. În 1363, unchiul lui Nikola, Vojislav Vojinović, a fost ucis, iar Nikola s-a folosit de moartea unchiului său pentru a câștiga o bucată din pământurile sale. S-a aliat cu Lazăr împotriva regelui Vucașin Mrniavcevici și au reușit să-l convingă pe Uroš să îi susțină. Cu toate acestea, după ce Lazar a fost scos din luptă în momentul critic, restul au fost învinși la Kosovo în 1369.
În 1373, a fost creată o alianță militară împotriva lui Nikola, care a inclus Banul Bosniei Tvrtko I Kotromanić, conducătorul principatului Zeta Đurađ I Balšić, Prințul Nikola Gorianski și regele Ludovic I al Ungariei. În același an, au luptat împotriva lui Nikola care a pierdut, astfel încât teritoriul condus de Nikola Altomanović a fost împărțit între prințul Lazar Hrebeljanović al Serbiei, principele Đurađ I Balšić al Zetăi și Banul Tvrtko I Kotromanić al Bosniei. 
În toamna anului 1373, după înfrângerea sârbilor împotriva otomanilor la bătălia de pe Marița, a împărțit și condus câteva țări cu Lazăr al Serbiei.
El a fost învins și orbit la Užice (fortăreața Užice) în 1373 de o coaliție a vecinilor săi regii sârbi și bosniaci susținuți de regele Ungariei.